# 1973 у кіно

## Фільми

### Зарубіжні фільми
- Дух вулика
- Злі вулиці

### Радянські фільми
- Кортик
- Тадас Блінда

### УРСР
- Товариш бригада

## Персоналії

### Народилися
- 1 січня — Катерина Валеріївна Редникова, радянська і російська акторка театру і кіно.
- 17 січня — Франсуа Дам'єн, бельгійський актор.
- 26 січня — Мельвіль Пупо, французький актор, режисер, кінооператор і музикант.
- 28 січня — Бєлокуров Володимир В'ячеславович, радянський актор театру та кіно, педагог.
- 26 лютого — Малгожата Шумовська, польська кінорежисерка, сценаристка і продюсер.
- 2 березня — Валері Донзеллі, французька акторка, кінорежисерка і сценаристка.
- 3 березня — Фабриціо Роджоне, бельгійський актор, сценарист, кінопродюсер.
- 7 березня — Ендрю Гейг, британський незалежний кінорежисер, сценарист, і продюсер.
- 2 квітня — Розалін Санчес, американська співачка, модель і акторка.
- 24 квітня — Охлобистіна Оксана Володимирівна, радянська і російська кіноакторка, сценарист.
- 2 травня — Флоріан Генкель фон Доннерсмарк, німецький кінорежисер та сценарист.
- 11 травня — Марк Невелдін, американський кінорежисер, продюсер, сценарист і кінооператор.
- 28 травня — Марія Миронова, російська акторка театру і кіно.
- 18 червня — Жулі Депардьє, французька акторка.
- 17 серпня — Франциска Петрі, німецька акторка.
- 4 вересня — Кирило Пирогов, російський актор театру і кіно.
- 6 вересня — Фредерік Горні, французький актор кіно і телебачення.
- 6 жовтня — Йоан Гріффідд, валлійський актор театру, телебачення та кіно.
- 18 жовтня — Сергій Безруков, російський актор театру і кіно.
- 1 листопада — Марія Порошина, російська акторка театру і кіно.
- 16 листопада — Дені Коте, канадський незалежний кінорежисер, сценарист і продюсер.
- 24 листопада — Паола Кортеллезі, італійська акторка.

### Померли
- 12 січня — Едвард Г. Робінсон, американський актор.
- 27 січня — Плужник Григорій Дмитрович, радянський та український актор кіно і театру.
- 28 січня — Бєлокуров Володимир В'ячеславович, радянський актор театру та кіно, педагог.
- 18 лютого — Фред Нібло, голлівудський сценарист.
- 26 лютого — Степан Йосипович Шкурат, радянський актор, заслужений артист РРФСР (1935).
- 28 лютого — Сесіл Келлауей, британський актор.
- 3 березня — Олександр Лукич Птушко, радянський кінорежисер, сценарист і художник, майстер казкового жанру в кіно.
- 10 березня — Арчі Стаут, американський кінооператор.
- 13 березня — Мелвілл Купер, британський і американський актор кіно.
- 22 березня — Котовець Олександр Іванович, радянський український організатор кіновиробництва.
- 25 березня — Стівен Гуссон, американський художник-постановник і артдиректор.
- 26 березня:
  - Ноел Ковард, англійський драматург, актор, композитор і режисер.
  - Калатозов Михайло Костянтинович, грузинський і радянський кінорежисер.
- 27 березня — Михайло Костянтинович Калатозов, радянський кінорежисер, сценарист, народний артист СРСР.
- 30 березня — Дедюшко Володимир Йосипович, білоруський актор театру та кіно.
- 20 квітня — Микола Симонов, радянський актор театр а і кіно, народний артист СРСР (1950).
- 21 квітня — Меріан Купер, американський сценарист, режисер і продюсер.
- 11 травня:
  - Григорій Михайлович Козінцев, радянський режисер кіно і театру, сценарист, педагог, народний артист СРСР.
  - Лекс Баркер, американський кіноактор (нар. 1919).
- 12 травня — Френсіс Маріон, американська журналістка та письменниця, а також одна з найбільш відомих сценаристок.
- 2 липня — Бетті Грейбл, американська акторка, танцівниця і співачка.
- 4 липня — Гаррі Олівер, американський гуморист, художник і артдиректор багатьох фільмів.
- 20 липня — Брюс Лі, гонконзький та американський кіноактор, майстер бойових мистецтв.
- 29 липня — Ейлін Персі, ірландська акторка.
- 26 вересня — Інкіжинов Валерій Іванович, радянський і французький кіноактор, режисер кіно і театру, педагог.
- 20 жовтня — Абрикосов Андрій Львович, радянський актор театру і кіно.
- 30 жовтня — Лаутер Антс, естонський актор, театральний режисер та педагог.
- 3 листопада — Марк Аллегре, французький кінорежисер і сценарист.
- 23 листопада — Констанс Толмадж, американська акторка.
- 25 листопада — Пархоменко Юрій Васильович, радянський український редактор, сценарист.
- 3 грудня — Блейман Михайло Юрійович, радянський кінодраматург, критик і теоретик кіномистецтва.
- 11 грудня — Рівош Яків Наумович, радянський російський художник кіно, художник-постановник, художник по костюмах.
- 24 грудня — Філіпп Рішар, французький актор (нар. 1891).
- 26 грудня — Стівен Герей, американський кіноактор.
- 28 грудня — Олександр Артурович Роу, радянський кінорежисер, автор безлічі фільмів-казок, народний артист РРФСР.